# La Vall de Boí
La Vall de Boí (hiszp. Valle de Bohí) – hiszpańska wąska, stroma dolina w południowej części Pirenejów oraz gmina w Katalonii, w prowincji Lleida, w comarce Alta Ribagorça.
Powierzchnia gminy wynosi 219,49 km². W 2019 roku liczba ludności wynosiła 1021. Wysokość bezwzględna gminy równa jest 1111 m. Współrzędne geograficzne gminy to 42°30'26"N, 0°48'6"E. Partnerem gminy La Vall de Boí jest włoska gmina Montanera.
W dolinie znajduje się dziewięć kościołów wczesnoromańskich. Od 30 listopada 2000 roku znajduje się na liście światowego dziedzictwa kultury UNESCO.

## Wczesnoromańskie kościoły
- Sant Climent de Taüll
- Santa Maria de Taüll
- Sant Feliu de Barruera
- Sant Joan de Boí
- Santa Eulàlia d'Erill-la-Vall
- Santa Maria de l'Assumpció de Cóll
- Santa Maria de Cardet
- Nativitat de la Mare de Déu de Durro
- L'ermita de Sant Quirc de Durro

## Demografia
- 1991 – 637
- 1996 – 757
- 2001 – 869
- 2004 – 1007
- 2005 – 1062

## Miejscowości
W skład gminy La Vall de Boí wchodzi 11 miejscowości:

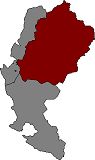
Położenie gminy na mapie comarki Alta Ribagorça

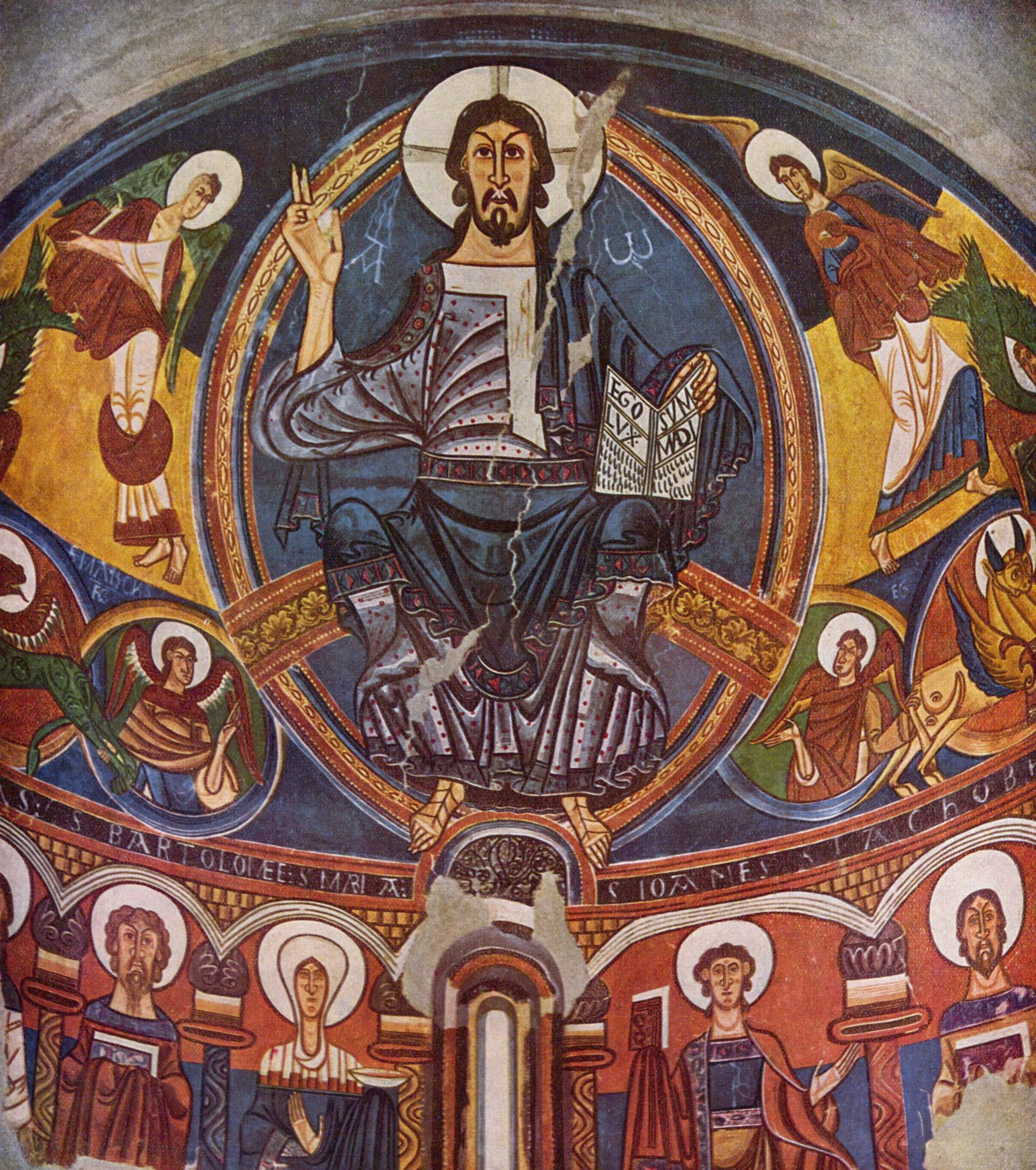
Fresk z kościoła Sant Climent de Taüll

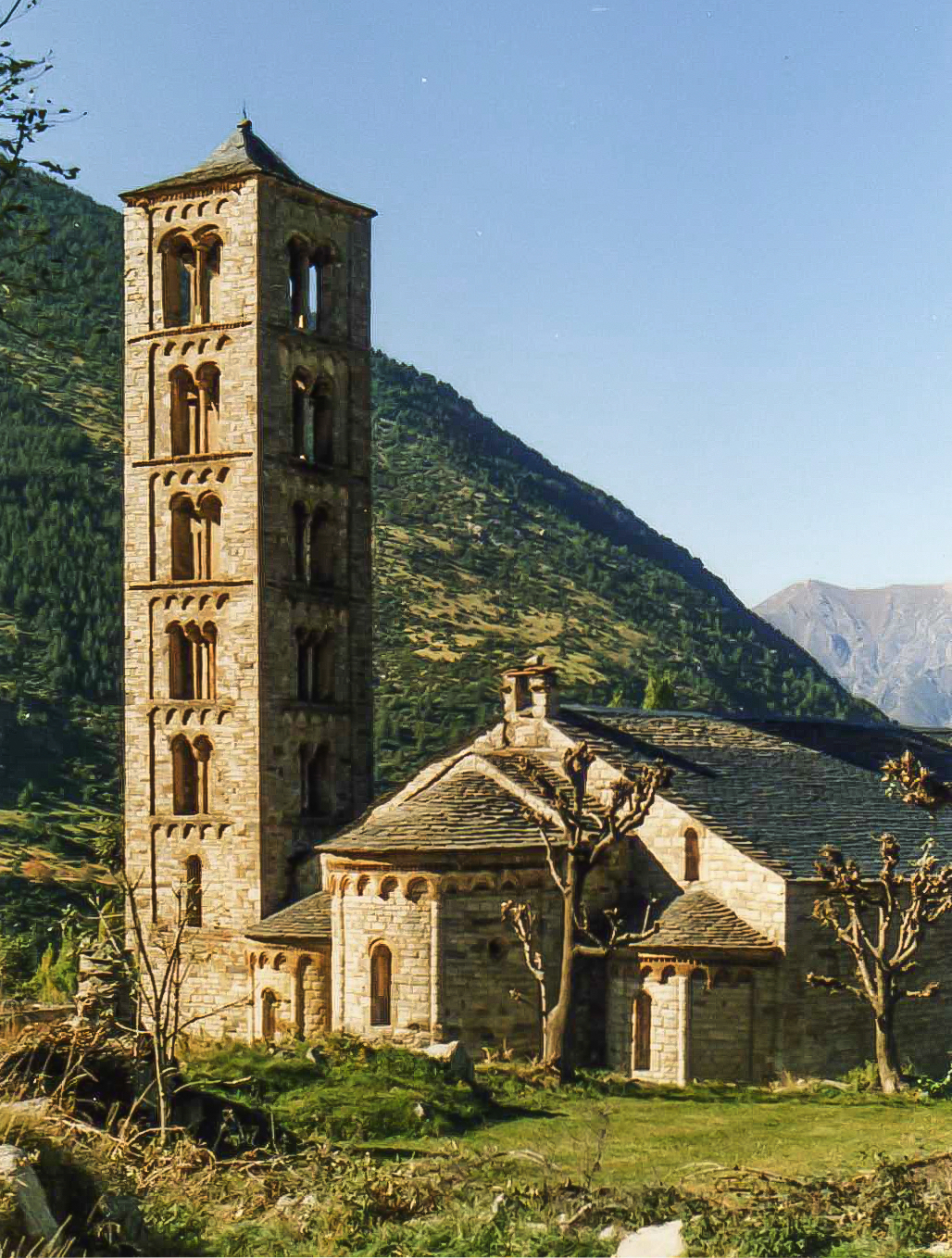
Sant Climent de Taüll

- Barruera – liczba ludności: 212
- Boí – 224
- Les Cabanasses – 7
- Caldes de Boí – 3
- Cardet – 11
- Cóll – 40
- Durro – 105
- Erill la Vall – 87
- Pla de l'Ermita – 103
- Saraís – 8
- Taüll – 262